# Sava Sekulić

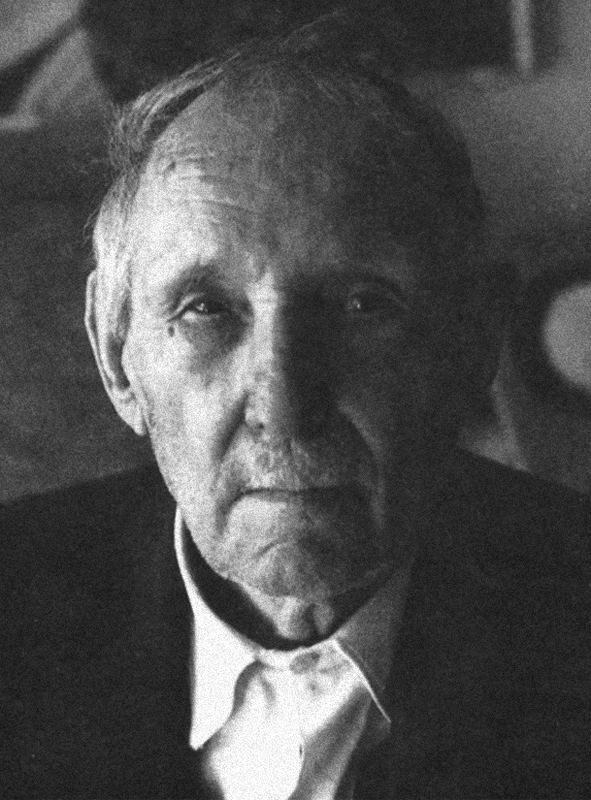
Sava Sekulić

Sava Sekulić (* 1902 in Bilišani bei Obrovac, heute Kroatien; † 1989 in Belgrad) war einer der wichtigsten jugoslawischen naiven Maler.

## Biografie
Mit zehn Jahren verlor er seinen Vater. Seine Mutter zog danach zu ihrem neuen Ehemann. Sekulić wuchs bei seinem Onkel und seiner Tante auf. Lesen und Schreiben brachte er sich selbst bei. Schon als 15-Jähriger wurde er in den Krieg geschickt und kehrte auf einem Auge erblindet und mit einer schweren Fußverletzung zurück. Im Alter von 22 Jahren schrieb er seine ersten Gedichte. Im Jahr 1932 begann er zu malen. 

## Werke
Seine vom Volksglauben beeinflussten Bilder zeichnen sich durch ihre unverwechselbare harmonische Umsetzung aus. Formen schwingen ineinander und Wesen – halb Tier halb Mensch – durchdringen sie. Neben klaren Farben tauchen mystische Motive und mythologische Gestalten in naiver Gegenständlichkeit auf. Er arbeitete mit Öl und Wasserfarbe, überwiegend auf Karton und Pappe, zeichnete mit Bleistift, sehr selten mit Tusche.
Zu den bekanntesten Bildern gehören:
- Napoleon und seine Generäle (1974)
- Napoleon und seine Töchter (1974)
- Mutter mit Kind (1977)
- Knie und Ellenbogen (1979)
- Sitzender weibliche Akt (um 1980)
- Musiker (1986)

Werke von Sava Sekulić sind unter anderem in der Sammlung Zander in Köln, in der Schweizer Sammlung Dammann, im Kroatischen Museum für Naive Kunst in Zagreb, im Museum of Naïve and Marginal Art in Jagodina, im Kunstmuseum Thurgau in Warth und im Withworth in Manchester vertreten.

## Ausstellungen (Auswahl)
- 1976 Sava Sekulić, Kroatischen Museum für Naive Kunst, Zagreb
- 1984 Sava Sekulić, Charlotte Galerie für Naive Kunst und Art Brut, München
- 1988 Sava Sekulić, Galerie Susanne Zander, Köln
- 1992 Sava Sekulic, Galerie Rudolf Zwirner, Köln
- 2003 Sava Sekulić, Museum of Naïve and Marginal Art, Jagodina
- 2004 Einblicke, Galerie Hell, München
- 2006 Einblicke II, Galerie Hell, München
- 2008 35 Jahre, Galerie Hell, München
- 2015 CCC – Sava Sekulić Self-Taught, Sammlung Zander, Bönnigheim